# Religion Today Film Festival
Il Religion Today Film Festival è un festival cinematografico nato a Trento nel 1997 come rassegna cinematografica dedicata a promuovere una cultura del dialogo tra le religioni.

## Storia
Ideato e fondato da Lia Giovanazzi Beltrami, regista di formazione storica impegnata nel volontariato e nella cooperazione internazionale, il festival nasce dalla convinzione che il cinema possa costituire una buona officina per una conoscenza reciproca tra le varie civiltà e i diversi immaginari a esse congiunti e si pone gli scopi di veicolare un'informazione libera sulle grandi religioni, creare un luogo di incontro e scambio per operatori provenienti da diverse culture e religioni, contribuire alla diffusione e distribuzione dei film religiosi.
Il festival si caratterizza per una dimensione itinerante, nel segno dell'incontro e di una società plurale. Religion Today ha consolidato la propria presenza sul territorio trentino e fatto tappa in alcune località italiane: Bolzano, Ferrara, Roma, Nomadelfia, Trento e in diverse città del mondo: Dacca, Tunisi, Gerusalemme, San Paolo, Teheran e Zamość, lavorando per un'alleanza tra quanti, a livello internazionale, si occupano di cinema delle religioni.
Parallelamente ha progressivamente affinato una doppia anima che incrocia i canali del cinema e del dialogo interreligioso. La prima è quella del concorso cinematografico, aperto all'opera di tutti i professionisti della comunicazione audiovisiva che nella dimensione religiosa cercano una fonte di ispirazione per un cinema di qualità.
A questo fattore il festival affianca la dimensione del laboratorio di convivenza, che ogni anno riunisce ospiti internazionali. Il Religion Today Film Festival è anche un centro di cultura aperto tutto l'anno, impegnato in attività per le scuole e dotato di un archivio cinematografico specializzato con più di 1500 titoli; promuove mostre artistiche, eventi e spettacoli, incontri di approfondimento e seminari di studio internazionali.
Nel 2018 istituisce il premio alla carriera che viene assegnato a Terence Hill e nel 2022 al giornalista Paolo Ruffini.
Il festival è gemellato con il Popoli e Religioni Film Festival di Terni che costituisce una rete di Festival cinematografici interreligiosi europei, tra cui le giornate del Cinéma et réconciliation di Notre-Dame de La Salette in Francia e il Sacrofilm Festival di Zamość.
Nel 2023 si è svolta la 26ª edizione che ha visto la partecipazione di 45 film provenienti da 22 nazioni.